# Keutapang (Tanah Luas)
Keutapang is een bestuurslaag in het regentschap Aceh Utara van de provincie Atjeh, Indonesië. Keutapang telt 263 inwoners (volkstelling 2010).